# 특전소녀전선
《특전소녀전선》은 2024년 3월 3일부터 유튜브 특전소녀전선 채널에서 방송 중인 지하아이돌 오디션 프로그램이다.